# بخش آبشارهای چاگرین (شهرستان کویاهوگا، اوهایو)
بخش آبشارهای چاگرین (به انگلیسی: Chagrin Falls Township) یک منطقهٔ مسکونی در ایالات متحده آمریکا است که در شهرستان کویاهوگا، اوهایو واقع شده‌است.
 بخش آبشارهای چاگرین ۶٫۸ کیلومتر مربع مساحت و ۴٬۲۳۳ نفر جمعیت دارد و ۲۸۰ متر بالاتر از سطح دریا واقع شده‌است.